# Bukwałd
Bukwałd (Duits: Groß Buchwalde) is een plaats in het Poolse district  Olsztyński, woiwodschap Ermland-Mazurië. De plaats maakt deel uit van de gemeente Dywity en telt 710 inwoners.